# Амзольдинген
Амзольдинген (нем. Amsoldingen) — коммуна в Швейцарии, в кантоне Берн.
Входит в состав округа Тун. Население составляет 809 человек (на 31 декабря 2006 года). Официальный код — 0921.